# تپه امیرآباد
تپه امیرآباد مربوط به دوره سلوکیان - دوره ایلخانی است و در شهرستان کرمانشاه، بخش مرکزی، دهستان میان دربند، حاشیه غربی روستای امیرآباد واقع شده و این اثر در تاریخ ۷ خرداد ۱۳۸۷ با شمارهٔ ثبت ۲۲۸۲۳ به‌عنوان یکی از آثار ملی ایران به ثبت رسیده است.